# Aouda Doukalia
Aouda Doukalia, död efter 1738, var en av hustrurna till sultan Ismail av Marocko (regent 1672-1727).
Hon var infödd i Doukkala. Hon blev mor till den senare sultan Mostadi ben Ismail. År 1738 övertalade hon generalen för slavsoldaternas kungliga garde att uppsätta hennes son på tronen och därmed avsätta Mohammed ben Ismail. 